# Julian Tuwim
Julian Tuwim (n. 13 septembrie 1894 în Łódź, m. 27 decembrie 1953 în Zakopane) – poet polon de origine evreiască, scriitor, autor de vodeviluri, satire, librete pentru operetă și de versuri pentru cântece, unul dintre cei mai populari poeți poloni din perioada interbelică.  A fost unul dintre membrii fondatori ai cafenelei pentru artiști „Pod Picadorem” și al cercului literar „Skamander”. Colaborator la „Wiadomości Literackie”. A tradus poezii din limba franceză, germană, rusă și latină. A fost fratele scriitoarei și traducătoarei Irena Tuwim, vărul actorului de cabaret și cântărețului Kazimierz "Lopek" Krukowski. S-a semnat sub diferite pseudonime - Oldlen, Tuvim, Schyzio Frenik, Wim, Roch Pekiński.

## Biografia

### Anii de tinerețe (1894-1916)

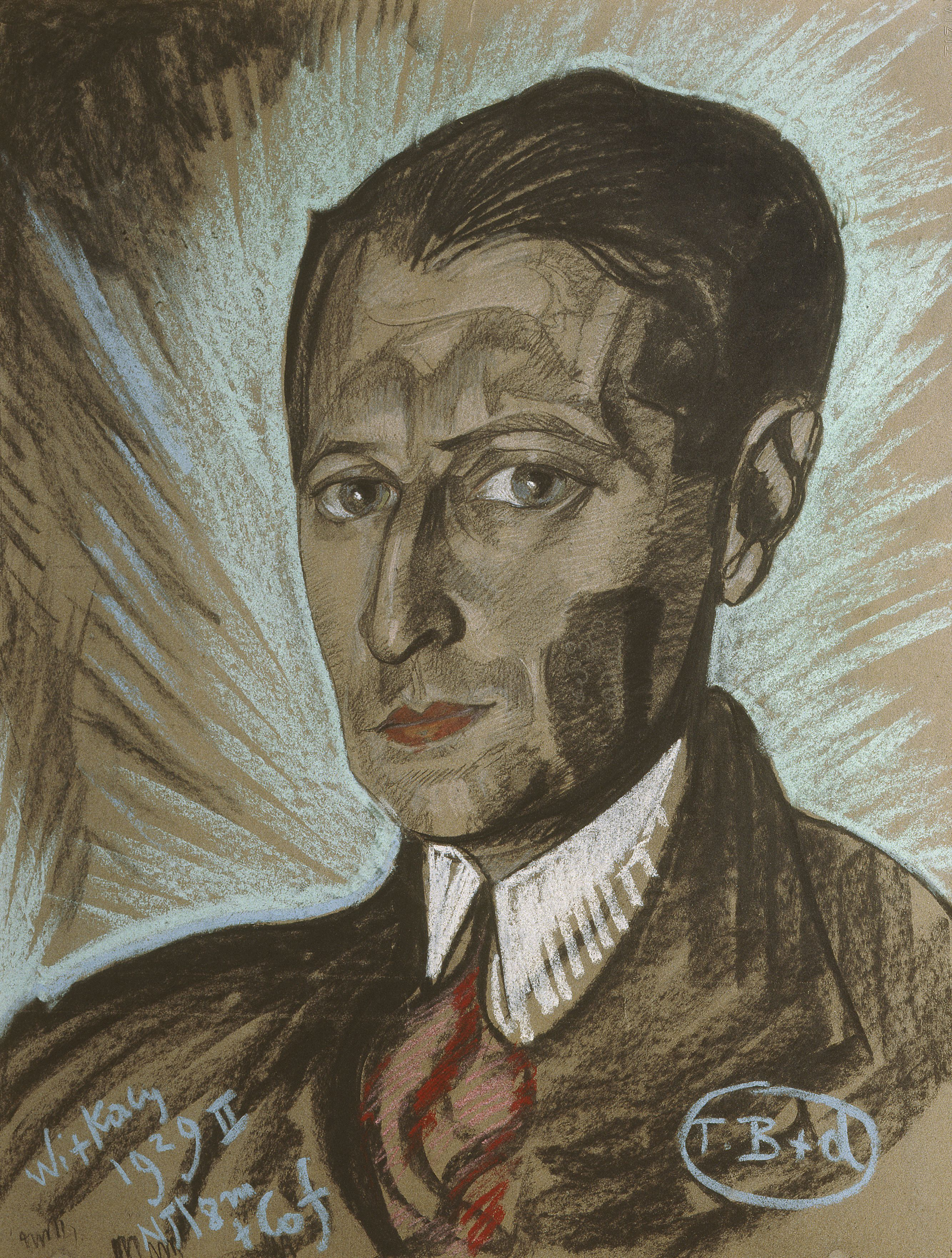
Portretul lui Tuwim,de Witkacy, 1929

S-a născut pe 13 septembrie 1894 în Łódź, într-o familie de evrei asimilați. Între anii 1904-1914 a învățat la Gimnaziul pentru Băieți Rządowy din Łódź. La început avea note proaste – nu a arătat vreun interes pentru materiile reale, în special pentru matematică, materie din cauza căreia a repetat clasa a șasea. În anul 1905, din cauza revoluției, familia Tuwim a trebuit să părăsească orașul și să se adăpostească pentru un anumit timp în Wrocław.
A debutat în 1911 cu traducerea în esperanto a poeziilor lui Leopold Staff. . În anul 1913, a avut loc debutul său propriu-zis – poezia Prośba a fost publicată în „Kurier Warszawski”. Lucrarea sa a fost semnată cu inițialele St.M., ce se refereau la viitoarea sa soție, Stefania Marchew, pe care o cunoscuse în 1912.

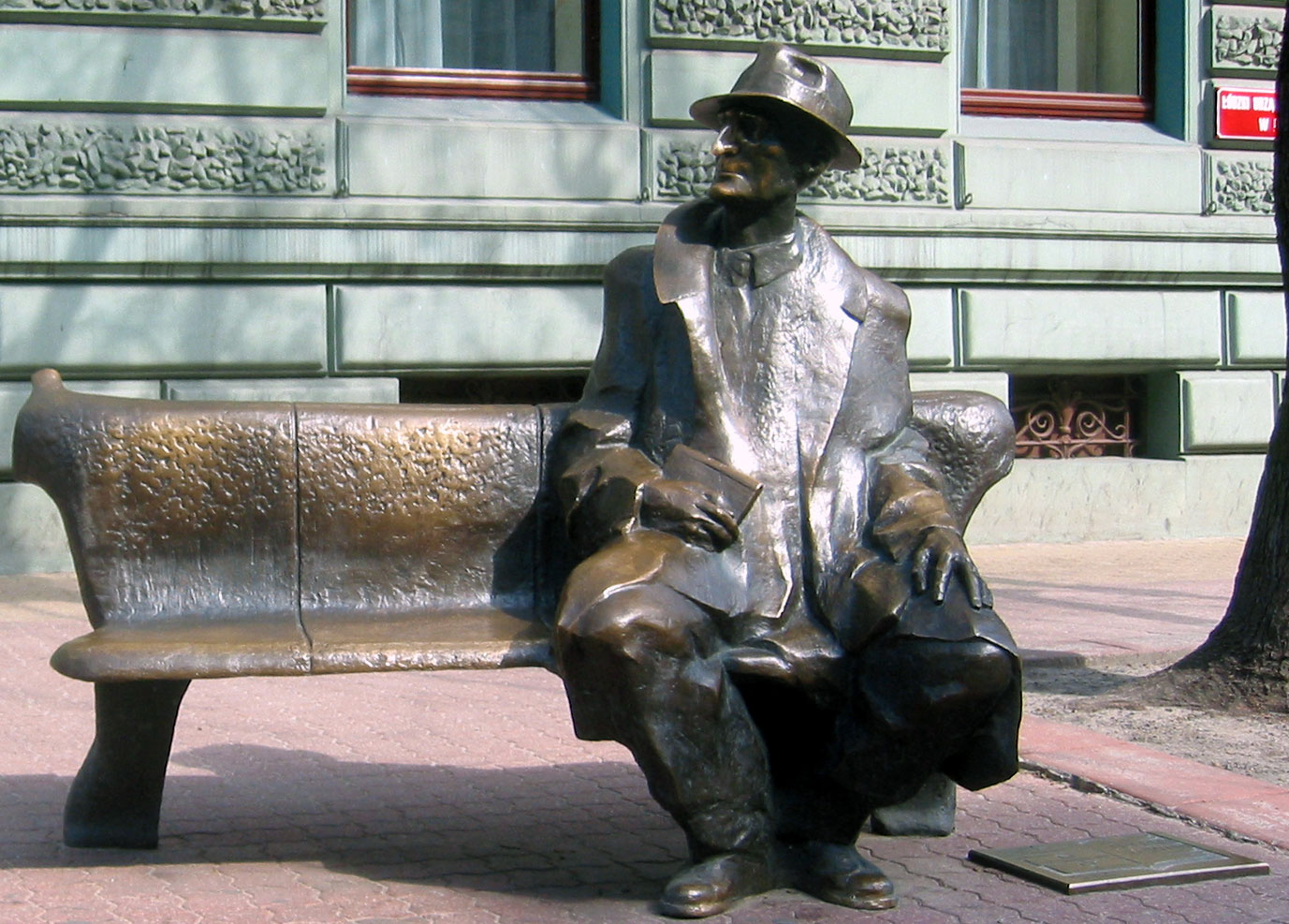
Banca lui Tuwim din Łódź

### Viața înVarșovia(1916-1939)
În 1916, gândindu-se la studii, Tuwim se mută în Varșovia. A studiat drept și filosofie la Universitatea Warszawski (1916-1918). În timpul studiilor, a început să colaboreze la ziarul „Pro Arte et Studio”. A fost unul dintre fondatorii cercului literar „Skamander” în 1919. Pe 30 aprilie 1919 s-a căsătorit cu Stefania Marchew.  În timpul Războiului Polono-Sovietic, a lucrat în biroul de presă al lui Józef Piłsudski. În perioada tinereții sale s-a inspirat din creația lui Leopold Staff, lucru despre care scrie în jurnalele sale. A fost și membru fondator al Uniunii Artiștilor și Compozitorilor (în limba polonă, Związek Artystów i Kompozytorów Scenicznych – ZaiKS).

### Viața în străinătate (1939-1946)
În 1939 a emigrat în Franța, prin România și Italia. Se întâlnea  cu Jan Lechoń, Antoni Słonimskim, Kazimierz Wierzyński și Mieczysław Grydzewski în cafeneaua pariziană Café de la Régence.
Odată cu apropierea capitulării Franței în 1940, Tuwim, împreună cu Lechoń, pleacă spre Lisabona și ulterior spre Rio de Janeiro, unde li se alătură și Kazimierz Wierzyński. Împreună au plecat în New York, unde Tuwim a locuit pentru aproape cinci ani (1942-1 946). 
Tuwim și Oskar Ryszard Lange au scris articole pentru „Nowa Polska” și „Robotnik”. Primul mare val de emigrație ai scriitorilor polonezi a fost constituit din membrii cercului literar „Skamander”.

### Ultimii săi ani, înPolonia(1946-1953)

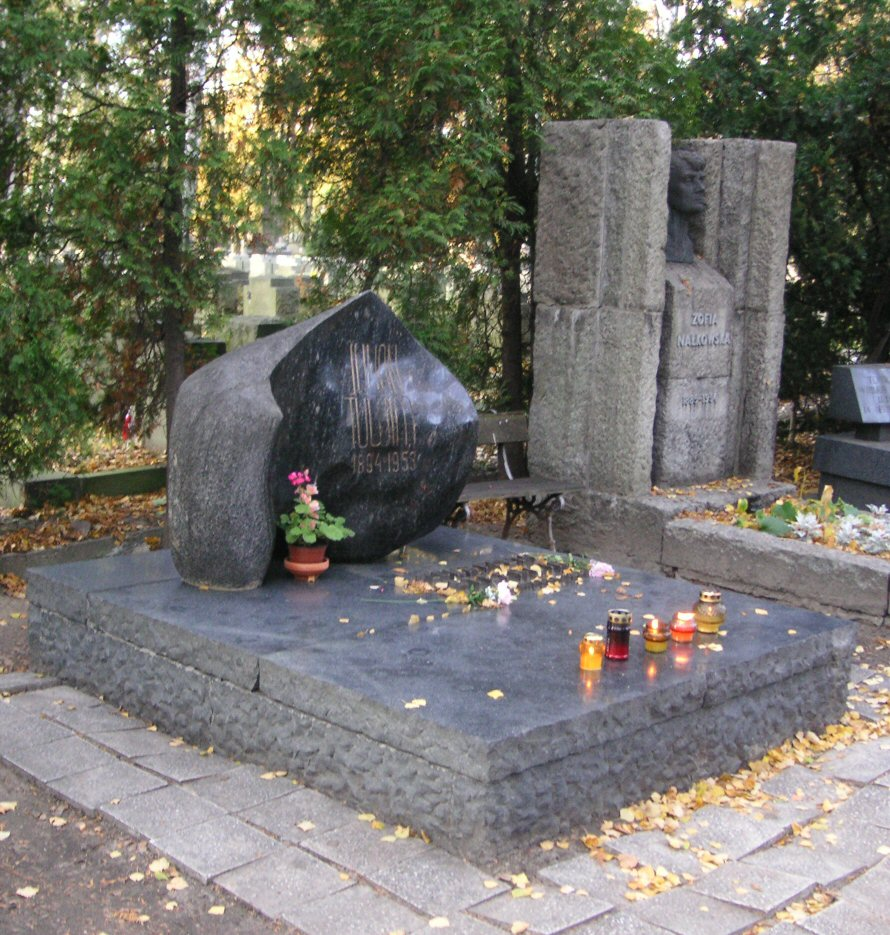
Mormântul lui Tuwim

Julian Tuwim s-a întors în Polonia în anul 1946, devenind o personalitate apărată, privilegiată și extrem de îndrăgită de către autoritățile acelei perioade. În același an, a adoptat-o o fetiță, Ewa. Între anii 1947 și 1950, Tuwim a fost directorul artistic al Teatrului Nou („Teatr Nowy”). După război, soții Tuwim au obținut o casă abandonată, pe strada Zorzy 19, unde au locuit împreună cu Irena Tuwim. După moartea lui Tuwim, această casă a fost cumpărată de Piotr Jaroszewicz.
În ultimii săi ani, Tuwim nu a scris multe poezii; din când în când, mai ceda rugăminților prietenilor săi redactori, care aveau nevoie de versuri pentru anumite ocazii. Se ocupa de traduceri sau de anumite curiozități literare, pe care le publica în revista lunară „Problemy”, în ciclul „Cicer cum Caule”.
Pentru o lungă perioadă, Tuwim a suferit de nevroză (agorafobie, nevroză viscero-vegetativă) și depresie, care îi îngreunau munca.
A murit pe 27 decembrie 1953 în Zakopane, din cauza unui atac de cord, într-o pensiune a Uniunii Artiștilor și Compozitorilor (ZAiKS), „Halama”. A fost înmormântat în cimitirul Cmentarz Wojskowy na Powązkach din Varșovia. În numele autorităților RPP (Republica Populară Polonă), Ministrul culturii și artei, Włodzimierz Sokorski, a ținut un discurs.

### Familia lui Tuwim
Tatăl poetului, Izydor Tuwim (n. 22 iulie 1858 în Kalwaria, m. 1935), a terminat școala în Królewiec, după care a studiat în Paris. Știa câteva limbi străine. A fost funcționar la Banca Azowsko-Doński. A murit în 1935 și este înmormântat în noul cimitir evreiesc din Łódź.
Mama sa, Adela (n. 9 ianuarie 1872 în Mariampol, m. 1942), a fost fiica unui proprietar al unei tipografii. Provenea dintr-o familie de intelectuali – cei patru frați ai săi au profesat ca doctori sau ca avocați. După moartea soțului său, a căzut într-o depresie puternică, încercând să se sinucidă. Și-a petrecut ultimii ani din viață într-un spital de boli psihice din Otwock. În timpul exterminării evreilor în Otwock, a fost împușcată de nemți pe 19 ianuarie 1942.
Cu Stefania Marchew (1894-1991), Tuwim s-a căsătorit pe 30 aprilie 1919 în Marea Sinagogă din Łódź. După întoarcerea din străinătate, cei doi au adoptat-o pe Ewa. În 2006, Ewa a înființat „Fundația Julian și Irena Tuwim”, care urmărește ajutorarea copiilor cu dizabilități și cu boli incurabile, precum și protejarea lucrărilor poetului și ale surorii sale.

## Creația literară a lui Julian Tuwim
Tuwim a fost autor de librete, de texte pentru cabaret sau politice. Colaborator și redactor al unor reviste literare (Skamander, Wiadomości Literackie, Cyrulik Warszawski). De asemenea, Tuwim a fost și un traducător excepțional, demne de menționat fiind traducerile sale ale operelor scriitorilor ruși – Aleksandr Pușkin, Vladimir Maiakovski. Autor al unor poezii pentru copii – Lokomotywa, Ptasie radio, Pan Hilary, Słoń Trąbalski, Bambo. Tuwim este cunoscut pentru umorul său specific, care arată spiritul său aprig și profunzimea gândirii sale.
Cercetările sale lingvistice au început odată cu studierea limbii esperanto, adică din gimnaziu. A tradus în esperanto poeziile lui Leopold Staff, sau poezia „Testament mój” de Juliusz Słowacki, precum și altele, care au apărut în paginile publicației „Esperantysty Polski”. În cercetările de mai târziu, Tuwim creează neologisme. 
Poezia lui Tuwim este considerată a fi una dintre cele mai dificile de pătruns, din cauza jocurilor de cuvinte sau a sensurilor multiple ale cuvintelor. Limbajul său poetic este caracterizat de o anume flexibilitate, de o bogăție aparte, de  o nuanță umoristică, prezentând trăsăturile necesare pentru descrierea poetică a realității – într-un mod strălucit, sunt utilizate cadența și foșnetul cuvintelor polone în poezia Lokomotywa, poezie-onomatopee.
În afara lucrărilor ce se caracterizează printr-o frumusețe nemaiîntâlnită, determinată de abilitatea sa excepțională de a mânui cuvintele, Tuwim a scris și versuri într-un limbaj popular, chiar vulgar - "Do prostego człowieka" sau "Wiersz, w którym autor grzecznie, ale stanowczo uprasza liczne zastępy bliźnich, aby go w dupę pocałowali".

### Premii
- Order Sztandaru Pracy I klasy (1949)[15]
- Złoty Wawrzyn Akademicki (1935)[16]
- Nagroda Literacka miasta Łodzi – dwukrotnie (1928, 1949)
- Nagroda polskiego PEN Clubu (1935)
- Nagroda Państwowa I stopnia (1952)
- Doctorat honoris causa Uniwersytetu Łódzkiego (1949)[17]

### Opere importante
- Juwenilia (1911–1918) – wczesne próby poetyckie, sam Tuwim nigdy ich nie wydał
- Czyhanie na Boga (1918)
- Sokrates tańczący (1920)
- Siódma jesień (1921)
- Pogrzeb prezydenta Narutowicza(1922)
- Wierszy tom czwarty (1923)
- Czary i czarty polskie (1924)
- Wypisy czarnoksięskie (1924)
- A to pan zna? (1925)
- Czarna msza (1925)
- Tysiąc dziwów prawdziwych (1925)
- Słowa we krwi (1926)
- Tajemnice amuletów i talizmanów (1926)
- Strofy o późnym lecie
- Rzecz czarnoleska (1929)
- Do prostego człowieka (1929)
- Jeździec miedziany (1932, przekład Puszkina)
- Biblia cygańska i inne wiersze (1932)
- Jarmark rymów (1934)
- Polski słownik pijacki i antologia bachiczna (1935)
- Treść gorejąca (1936)
- Bal w Operze (1936, wyd. 1946)
- Wiersz, w którym autor grzecznie, ale stanowczo uprasza liczne zastępy bliźnich, aby go w dupę pocałowali (1937)
- Lokomotywa (1938)
- Kwiaty polskie (1940–1946, wyd. 1949)
- Pegaz dęba, czyli panopticum poetyckie (1950)
- Piórem i piórkiem (1951)
- Cicer cum Caule (1949–1953)
- Rzepka (1952)

### Opere traduse în limba română[18]
- "Elefantul Trombăcilă", traducere de Demostene Botez, București, Ed. Tineretului, 1963
- "Versuri pentru mari și mici", traducere de Dumitru Botez, București, Ed. Tineretului, 1954